# Pat Morita
Noriyuki "Pat" Morita, född 28 juni 1932 i Isleton i Kalifornien, död 24 november 2005 i Las Vegas i Nevada, var en amerikansk skådespelare med japanskt ursprung. 
Morita är mest känd som den egensinnige karateinstruktören Mr. Miyagi i Karate Kid-filmerna på 1980-talet, en roll som han Oscarsnominerades för 1984.

## Filmografi i urval
- 1972 – Columbo (TV-serie) (1 avsnitt)
- 1973 – Brock's Last Case (TV-film)
- 1973 – Hawaii Five-O (TV-serie) (1 avsnitt)
- 1973–1974 – M*A*S*H (TV-serie) (2 avsnitt)
- 1974 – Cannon (TV-serie) (1 avsnitt)
- 1974–1976 – Sanford and Son (TV-serie) (7 avsnitt)
- 1975 – Kung Fu (TV-serie) (1 avsnitt)
- 1975–1983 – Gänget och jag (TV-serie) (26 avsnitt)
- 1976 – Slaget om Midway
- 1978 – Hulken (TV-serie) (1 avsnitt)
- 1980 – I sista sekunden
- 1982 – Savannah Smiles
- 1984 – Karate Kid: Sanningens ögonblick
- 1986 – Karate Kid II: Mästarprovet
- 1989 – Karate Kid III: Man mot man
- 1990 – Hiroshima - samvetets stad (TV-film)
- 1992 – Smekmånad i Las Vegas
- 1993 – Even Cowgirls Get the Blues
- 1994 – Fresh Prince i Bel Air (TV-serie) (1 avsnitt)
- 1994 – Karate Kid: Mästarens nya elev
- 1996 – Bloodsport 2
- 1996 – Här är ditt liv, Cory (TV-serie) (1 avsnitt)
- 1996 – Mord och inga visor (TV-serie) (1 avsnitt)
- 1996 – Spy Hard
- 1996 – Våra värsta år (TV-serie) (1 avsnitt)
- 1998 – Diagnos mord (TV-serie) (1 avsnitt)
- 1998 – Mulan (röstroll)
- 1999 – Inferno
- 2000–2001 – Baywatch (TV-serie) (5 avsnitt)
- 2001 – Son of the Beach (TV-serie) (1 avsnitt)
- 2001 – WaSanGo
- 2003 – Omaka systrar (TV-serie) (1 avsnitt)
- 2004 – Elvis Has Left the Building
- 2004 – Mulan 2 (röstroll)
- 2004 – The Karate Dog
- 2006 – Spymate